# Tiro ai Giochi della X Olimpiade - Carabina 50 metri a terra
La competizione della carabina 50 metri a terra di tiro a segno ai Giochi della X Olimpiade si tenne il 13 agosto 1932 al Police Pistol Range di Los Angeles.

## Risultato
| Pos.    | Atleta                   | Nazione     | Punti | Barrage |
| ------- | ------------------------ | ----------- | ----- | ------- |
| Oro     | Bertil Rönnmark          | Svezia      | 294   | 294     |
| Argento | Gustavo Huet             | Messico     | 294   | 290     |
| Bronzo  | Zoltán Hradetzky         | Ungheria    | 293   | 296     |
| 4       | Mario Zorzi              | Italia      | 293   | 293     |
| 5       | Gustaf Andersson         | Svezia      | 292   |         |
| 5       | William Harding          | Stati Uniti | 292   |         |
| 5       | Francisco António Real   | Portogallo  | 292   |         |
| 5       | Karl August Larsson      | Svezia      | 292   |         |
| 9       | Julio Castro             | Spagna      | 291   |         |
| 10      | Carlos Guerrero          | Messico     | 290   |         |
| 11      | Tibor Tartis             | Ungheria    | 289   |         |
| 11      | Gustavo Salinas          | Messico     | 289   |         |
| 13      | Ugo Cantelli             | Italia      | 288   |         |
| 13      | Edward Shumaker          | Stati Uniti | 288   |         |
| 15      | Rom Stanifer             | Stati Uniti | 287   |         |
| 16      | Antonio Daneri           | Argentina   | 286   |         |
| 16      | Amedeo Bruni             | Italia      | 286   |         |
| 18      | Antal Barát-Lemberkovits | Ungheria    | 285   |         |
| 19      | Manoel Marques           | Brasile     | 284   |         |
| 20      | Manuel Guerra            | Portogallo  | 282   |         |
| 20      | António Martins          | Brasile     | 282   |         |
| 22      | Sigfrido Vogel           | Argentina   | 281   |         |
| 23      | José Maria Soares        | Portogallo  | 279   |         |
| 24      | José Orestes             | Brasile     | 277   |         |
| 25      | Buenaventura Bagaria     | Spagna      | 274   |         |
| 26      | Manuel Corrales          | Spagna      | 268   |         |